# Frankie Lee Sims
Frankie Lee Sims (1917-1970) est un guitariste et chanteur de blues américain, né à La Nouvelle-Orléans et décédé à Dallas au Texas.

## Carrière
Frankie Lee Sims est le cousin de Lightnin' Hopkins. Il enregistre son premier morceau en 1947, comme guitariste sur un disque de Smokey Hogg. Il enregistre pour Specialty Records puis pour le label Ace et sa filiale Vin Records, où paraît son titre le plus connu She Wants to Boogie Real Low.
À côté de celle de Smokey Hogg et de lightnin' Hopkins, sa musique représente une évolution du blues texan classique vers un son marqué par l’utilisation de la guitare électrique.

## Discographie
- She Wants to Boogie Real Low (Vin Records)